# 브릴론

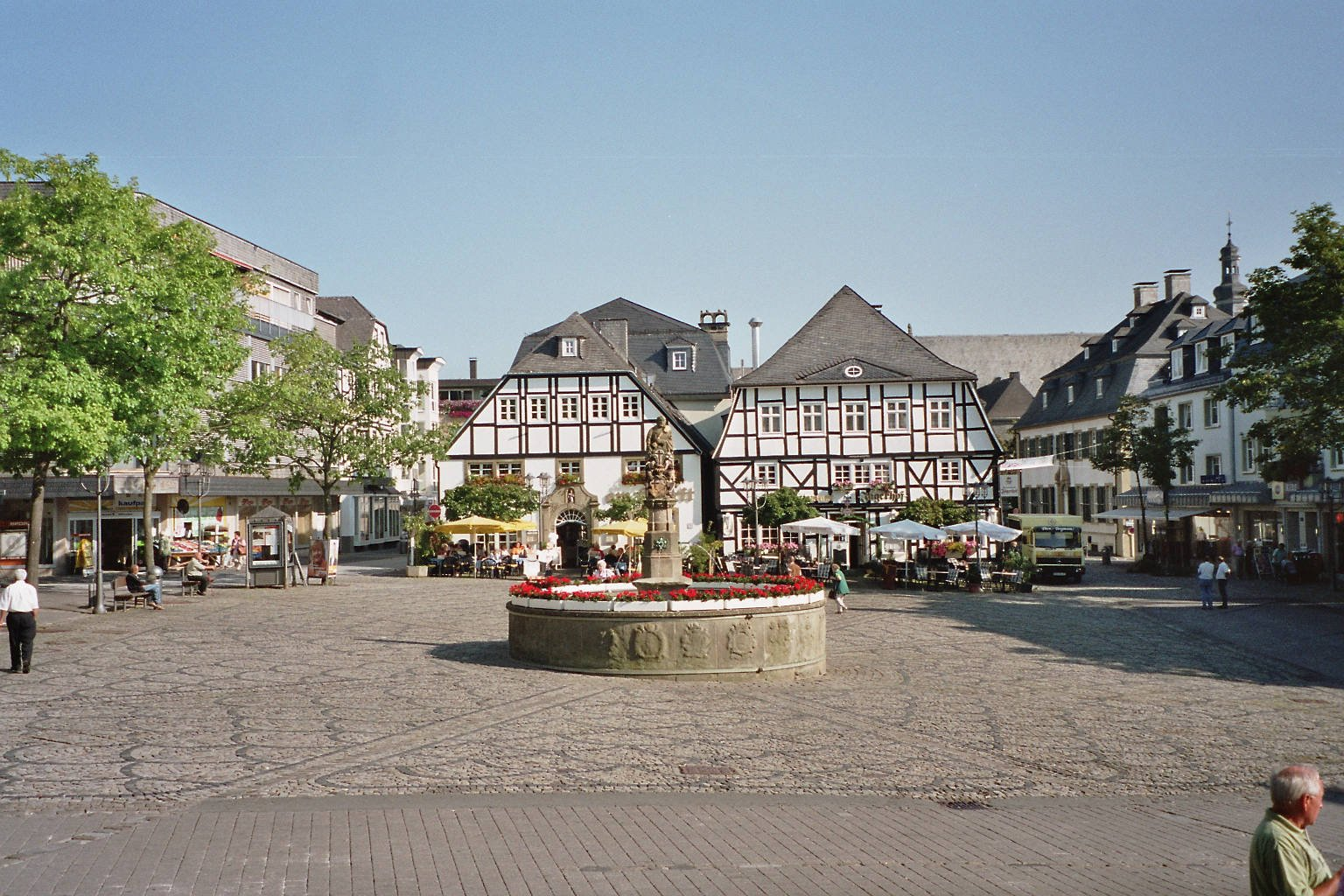
브릴론 시장광장

브릴론(독일어: Brilon)은 독일 노르트라인베스트팔렌주에 위치한 도시로 면적은 228.95km2, 높이는 450m, 인구는 25,611명(2016년 12월 31일 기준), 인구 밀도는 110명/km2이다. 행정 구역상으로는 아른스베르크 현에 속한다.
노르트라인베스트팔렌 주와 헤센주 간의 경계 지점에 위치하며 브릴론 고원, 뫼네 강 상류와 접한다. 서쪽으로는 아른스베르크 숲 천연보호구역, 남동쪽으로는 디멜 호 천연보호구역과의 경계를 형성한다.

시 문장